# Pitasch
Pitasch era una comuna suiza del cantón de los Grisones, situada en el distrito de Surselva, círculo de Ilanz/da la Foppa. Limitaba al norte con las comunas de Sevgein y Riein, al este con Safien, al sur con Duvin, y al oeste con Cumbel. El 1 de enero de 2014 se fusionó con las antiguas comunas de Castrisch, Ilanz, Ladir, Luven, Riein, Ruschein, Schnaus, Sevgein, Duvin, Pigniu, Rueun y Siat para convertirse en la nueva comuna de Ilanz/Glion.

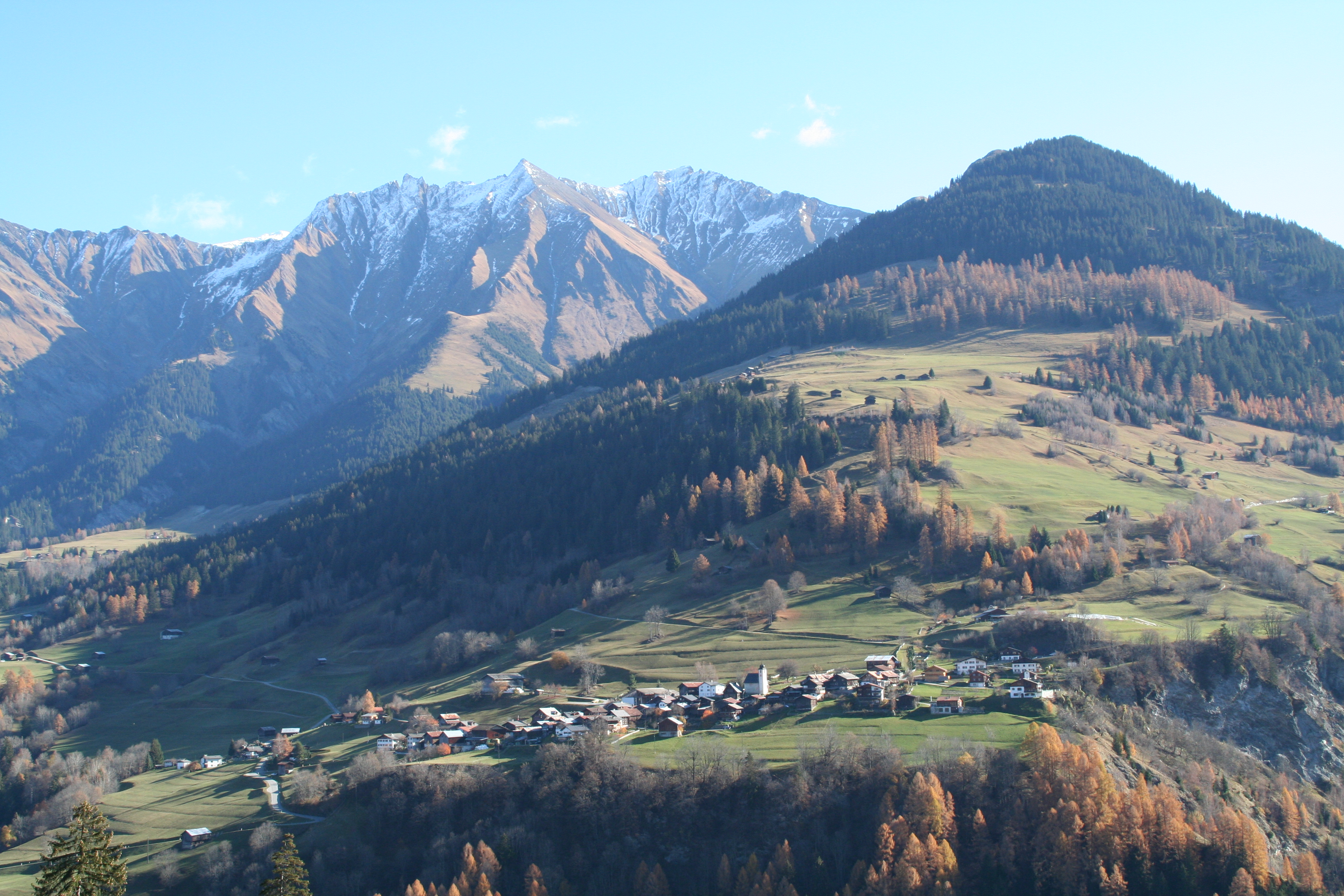
Vista de Pitasch.